# Vicia olbiensis
Vicia olbiensis là một loài thực vật có hoa trong họ Đậu. Loài này được Reuter miêu tả khoa học đầu tiên năm 1866.